# Carbonodraco
Carbonodraco is een geslacht van uitgestorven acleistorhinide parareptielen, bekend uit het Laat-Carboon van Ohio. Het bevat als enige soort Carbonodraco lundi. Het was nauw verwant aan Colobomycter, een parareptiel uit het Vroeg-Perm van Oklahoma. Carbonodraco is het oudst bekende parareptiel en is iets ouder dan Erpetonyx, het eerder oudst bekende parareptiel. 

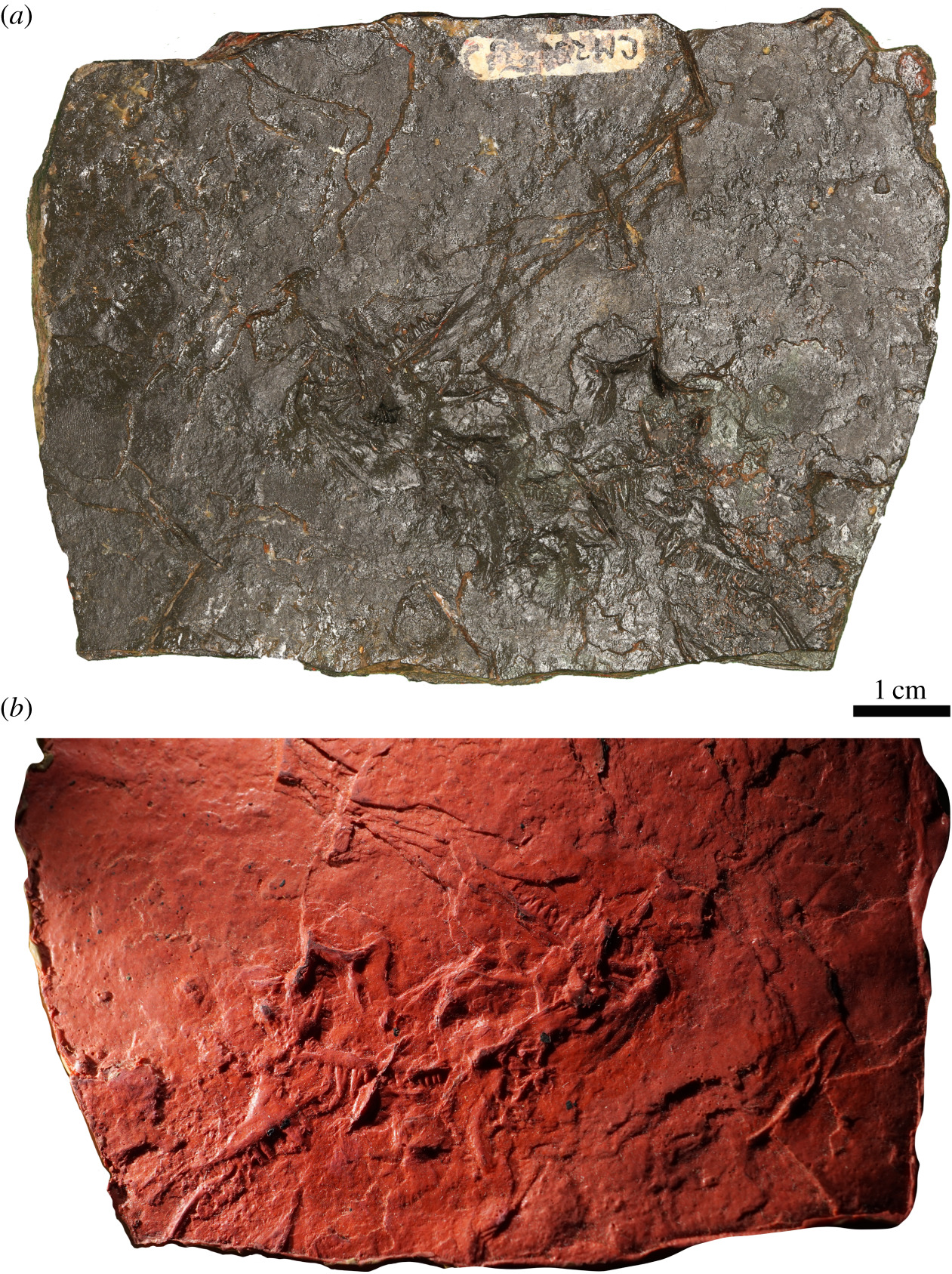
Het holotype en een rubberafgietsel

Exemplaren van Carbonodraco zijn beperkt tot schedel- en kaakfragmenten die in 1972 door Richard Lund zijn gevonden in de Ohio Diamond Coal-mijn in Linton, Ohio. Deze omvatten het holotype-exemplaar CM 23055 (een verbrijzelde schedel), en twee toegewezen exemplaren (NHMUK R. 2667, een rechteronderkaak door John S. Newberry gevonden rond 1870; CM 81536, een paar dentaria in 1885 aangeschaft door het BMNH). Verschillende van de Carbonodraco-exemplaren werden eerder door Reisz & Baird (1983) toegewezen aan het eureptiel Cephalerpeton uit het Carboon. Ze werden erkend als een aparte soort in een studie uit 2019 door Mann et alii.
De typesoort is Carbonodraco lundi. De geslachtnaam betekent 'serpent uit het Carboon'. De soortaanduiding eert Lund als ontdekker.